# Tretboot

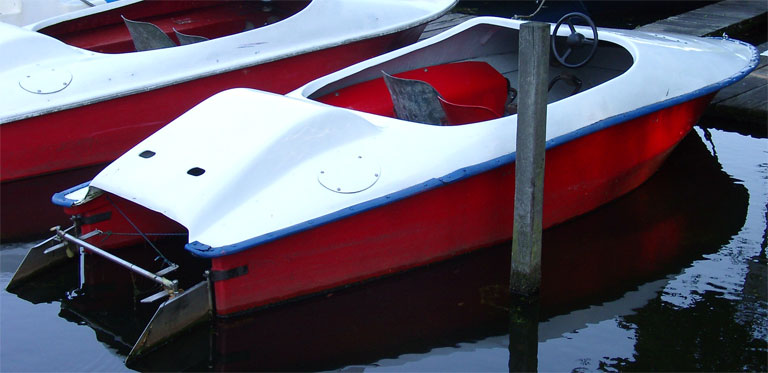
Tretboot, Schaufelrad hinten

Tretboote (schweizerisch: Pedalos) sind  Wasserfahrzeuge, die heute hauptsächlich im Freizeitbereich anzutreffen sind. Die Bezeichnung Tretboot geht auf die Art des Antriebs zurück, bei dem die zur Fortbewegung benötigte Energie mit Muskelkraft über Pedale umgesetzt wird. Aufgrund dieses Tretkurbelantriebs wird auch der Name Wasserfahrrad verwendet, das es auch als Amphibienfahrrad gibt.

## Geschichte

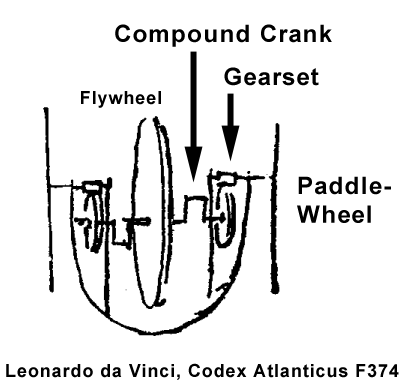
Zeichnung von Leonardo da Vinci mit englischer Beschreibung

Bereits die anonyme römische Kriegsschrift De Rebus Bellicis (Kapitel XVII) aus dem 4. Jh. beschreibt die Idee, ein Boot mittels Tretkurbel anzutreiben,
Umgesetzt wurde die Idee erstmals im Jahr 418 in China, als der Admiral Wang Zhen’e gegen die Qiang auf dem Wei-Fluss kämpfte. Durch Muskelkraft angetriebene chinesische Schaufelradboote kamen zur Zeit der Song-Dynastie im 12. Jh. wiederholt auf dem Jangtsekiang zum Einsatz.
Das vermutlich erste Tretboot in Europa wurde 1810 von Joseph von Baader neu erfunden und 2005 von Piotr Ramczykowski im Rahmen einer Diplomarbeit an der Fachhochschule München nachgebaut.
Die Idee, ein Boot mittels Tretkurbel anzutreiben, wurde später von weiteren Konstrukteuren aufgegriffen. So beschäftigten sich beispielsweise der Augsburger Wilhelm Artinger (1863–1916) und der Lechhausener Otto Jaser (1878–1958) mit der Entwicklung eines Wasserfahrrads. Letzterer erwarb für 800 Mark am Ammersee ein Ruderboot, baute in die Mitte ein Fahrrad mit Doppelschaufelrad ein und ließ es erstmals im Jahre 1912 bei der Augsburger Kahnfahrt zu Wasser. Die Neue Augsburger Zeitung schilderte das Ereignis damals so: „Auf dem Wasser gondelte ein vollbesetztes Boot umher, ohne von Ruderern fortbewegt zu werden. Also mußte es ein Motorboot sein. Aber nein! Da sitzt ja ein Mann mitten im Boot und strampelt nach Herzenslust. Er also entwickelt die zum Fortbewegen nötige Energie.“ Beiden Tüftlern war allerdings kein großer Erfolg beschieden: Das Wasserfahrrad von Artinger ging nie in Serienfertigung und das umgebaute Boot von Jaser wurde in der Zeit des Ersten Weltkrieges zu Brennholz verarbeitet.

## Konstruktionsmerkmale typischer Tretboote

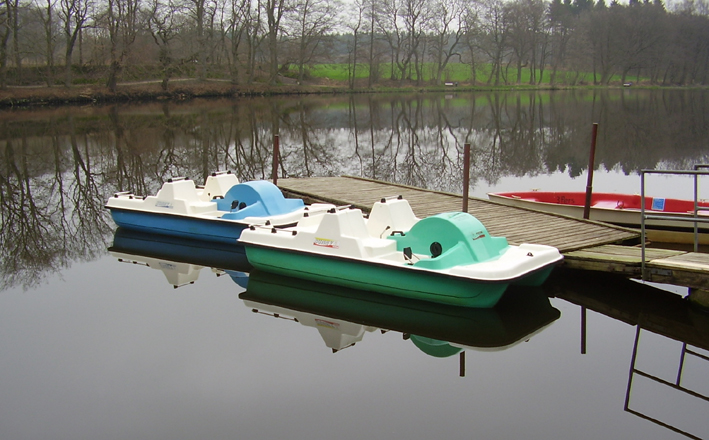
Zwei Tretboote, katamaranähnlich, Schaufelrad vorne

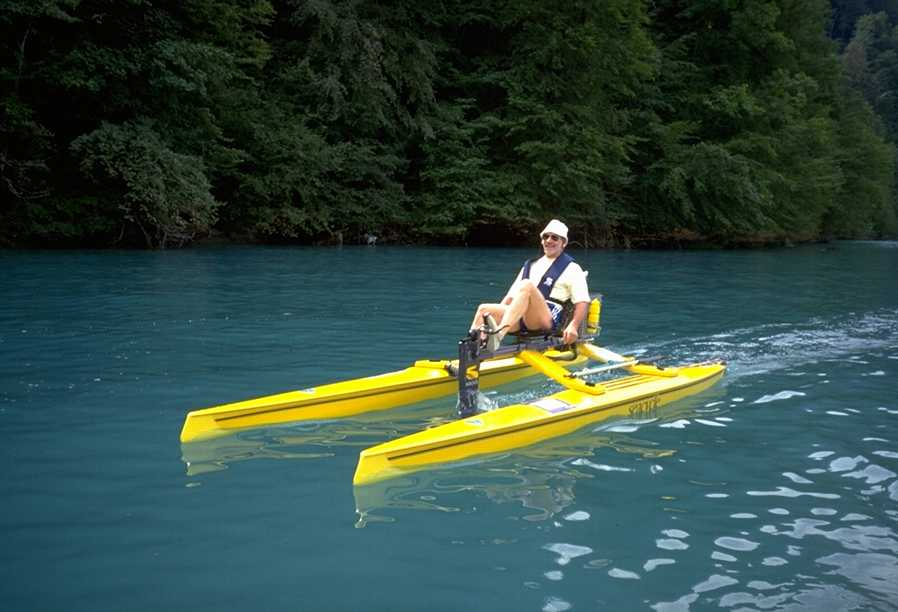
Moderner Tretkatamaran mit Propellerantrieb

Meist werden Tretboote durch die auf eine Art Kurbelwelle einwirkende Beinkraft von zwei Personen angetrieben. Die eingeleitete Beinkraft wird über eine Antriebskette auf ein Schaufelrad weitergeleitet, welches sich meist am Heck des Tretboots befindet. Am Heck befinden sich ebenso die Ruder, welche über ein Gestänge synchronisiert und über ein Lenkrad sowie Seilzüge oder ein Gestänge angesteuert werden. Manchmal sitzt das Schaufelrad vorne direkt auf der Kurbelwelle.
Tretboote zeichnen sich zumeist dadurch aus, dass sie sehr robust gebaut sind, um auch bei der Benutzung durch unerfahrene Benutzer keinen Schaden zu nehmen. So besteht der Rumpf eines Tretboots meist aus Aluminium oder glasfaserverstärktem Kunststoff, was ihn sehr widerstandsfähig macht. Weitere Maßnahmen, um eventuelle Schäden an Mensch und Boot zu begrenzen, sind das sehr robust ausgelegte Schaufelrad, sowie die Rumpfform, welche die Maximalgeschwindigkeit eines Tretbootes auf etwa Schrittgeschwindigkeit begrenzt.

## Regattatretboote
Neben den robusten Tretbooten für den Mietmarkt gibt es auch sportliche Regattatretboote für Touren und Rennen. Diese sind leicht und widerstandsarm gebaut, um hohe Geschwindigkeiten zu erreichen: als Verdränger bis etwa 10 kn, als Tragflügelboot bis zu 18.5 kn, also über 34 km/h. Es werden bevorzugt Propeller eingesetzt, der Weltrekordhalter über 100 m benutzte einen Luftpropeller sowie Tragflächen.

## Meisterschaften
In Europameisterschaften und Weltmeisterschaften über verschiedene Distanzen oder Zeiten gibt es Kategorien für Ein- und Mehrpersonenboote, Männer, Frauen und gemischt, zwischen 10 m (unterwasser), 100 m, 2000 m, 12 h und 24 h.
Weiter gibt es im Frühsommer eine regelmäßige studentische Meisterschaft (International Waterbike Regatta/IWR), die dem Erfahrungsaustausch und der Vernetzung der europäischen Schiffbaustudenten dient. 2016 fand die 37. Auflage im Mai auf der Neuen Donau in Wien statt.
Ein Weltrekord für 24-Stunden-Fahren mit stündlich wechselnder Besatzung wurde am 28. April 2013 am Weißensee in Kärnten durch 42 Athleten des Trieste Waterbiketeam auf einem Dreisitzer-Katamaran mit 270,5 km Distanz aufgestellt.
Einen Weltrekord für 24-Stunden-Fahren nonstop stellte der Extremsportler Ingo-Kai Schoffer 2001 mit seinem Kanubike, einem als Liegefahrrad konzipierten Tretboot, auf dem Neckar auf. Nach 24 Stunden hatte der damals 31-Jährige 194 km zurückgelegt und damit die alte Bestleistung des Amerikaners John Howard um 28 Kilometer übertroffen. Dieser wurde seither überboten und stand 2008 bei 245 km durch den Amerikaner Greg Kolodziejzyk.